# Olivier Dacourt
Olivier Dacourt (Montreuil, 25 de septiembre de 1974) es un exfutbolista francés que jugó profesionalmente por última vez en el Standard Liège.

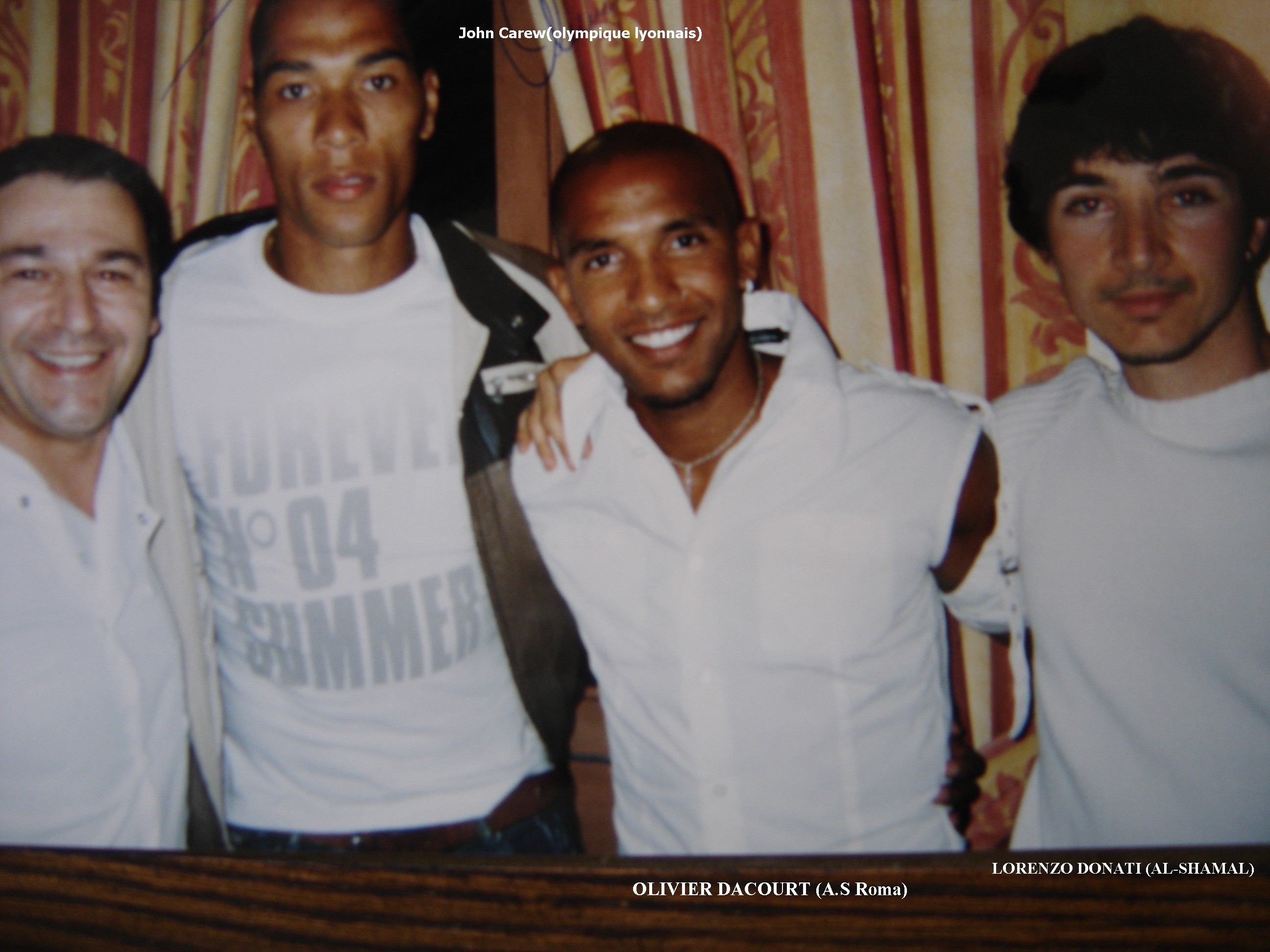
Serata di beneficenza con i calciatori John Carew(Lione) ,Olivier Dacourt (a.s Roma), Donati Lorenzo(al-Shamal)

## Biografía
Dacourt nació en Montreuil, Seine-Saint-Denis. Debutó en la primera división con el Estrasburgo el 20 de marzo de 1993, en un partido fuera de casa contra el Auxerre, que el Estrasburgo perdió por 2-0. El 24 de mayo de 1997 marcó su primer gol en la Ligue 1 con el Estrasburgo, en un partido fuera de casa contra el París Saint-Germain. El 24 de mayo de 1997, marcó su primer gol en la Ligue 1 con el Estrasburgo en un partido fuera de casa contra el París Saint-Germain.
Dacourt fue traspasado al Everton en 1998 y su primer partido en la Premier League fue un empate 0-0 contra el Aston Villa el 15 de agosto de 1998. El 23 de septiembre de 1998 marcó su primer gol en una eliminatoria de la Copa de la Liga contra el Huddersfield Town.
Tras una temporada en el Everton, Dacourt regresó a Francia para jugar en el RC Lens, donde impresionó y se ganó un traspaso multimillonario a la Premier League, al Leeds United de Yorkshire y en 2003 al AS Roma.
Darcourt tiene mucha experiencia tanto en el fútbol italiano como en el inglés y así también para su selección nacional, tiene 21 partidos internacionales y un gol. Ha jugado en las Olimpiadas de 1996 y la Eurocopa 2004.
En 2006, Dacourt decidió firmar contrato por dos años con el Inter de Milán, por el cual el equipo no pagó su traspaso, ya que él terminaba contrato.
En el mercado de verano del 2009, Dacourt fue traspasado al Fulham Fc de Inglaterra.

## Clubes
| Club              | País       | Año         | Partidos | Goles |
| RC Estrasburgo    | Francia    | 1992 - 1998 | 127      | 4     |
| Everton FC        | Inglaterra | 1998 - 1999 | 30       | 2     |
| RC Lens           | Francia    | 1999 - 2000 | 26       | 2     |
| Leeds United      | Inglaterra | 2000 - 2003 | 57       | 3     |
| AS Roma           | Italia     | 2003 - 2006 | 95       | 2     |
| FC Internazionale | Italia     | 2006 - 2009 | 35       | 0     |
| Fulham FC         | Inglaterra | 2009        | 9        | 0     |
| Standard de Lieja | Bélgica    | 2009 - 2010 | 9        | 0     |

## Palmarés

### Títulos nacionales
| Título              | Equipo         | País    | Año     |
| ------------------- | -------------- | ------- | ------- |
| Copa de la Liga     | RC Estrasburgo | Francia | 1996-97 |
| Supercopa de Italia | Inter de Milán | Italia  | 2006    |
| Serie A             | Inter de Milán | Italia  | 2006-07 |
| Serie A             | Inter de Milán | Italia  | 2007-08 |
| Supercopa de Italia | Inter de Milán | Italia  | 2008    |

### Títulos internacionales
| Título                    | Equipo (*)           | País                  | Año  |
| ------------------------- | -------------------- | --------------------- | ---- |
| Copa Intertoto            | RC Estrasburgo       | Francia               | 1995 |
| Copa FIFA Confederaciones | Selección de Francia | Corea del Sur y Japón | 2001 |
| Copa FIFA Confederaciones | Selección de Francia | Francia               | 2003 |

(*) Incluyendo la selección